# Richard Schüller

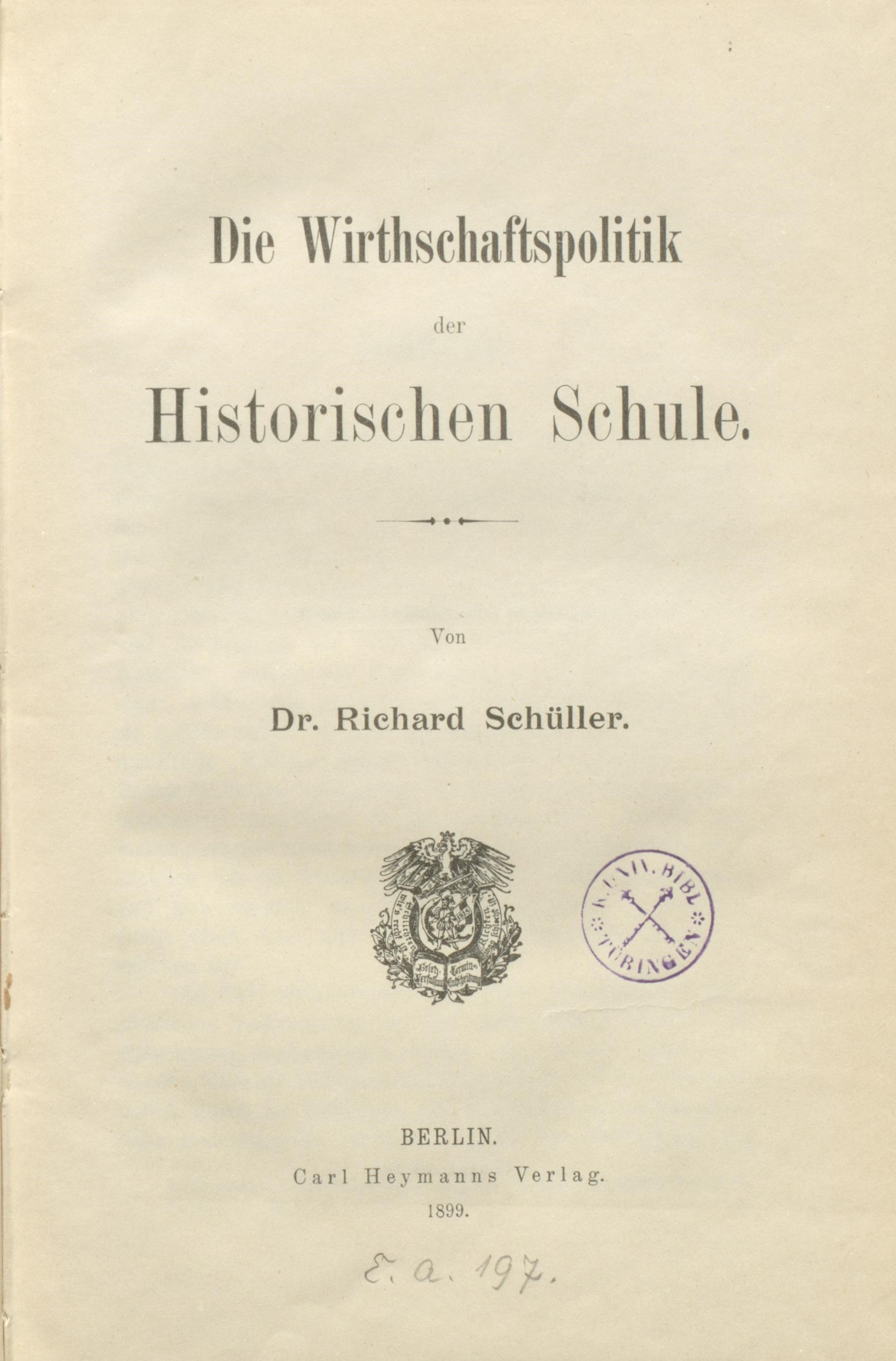
Habilitation 1899

Richard Schüller (geboren 27. Mai 1870 in Brünn, Österreich-Ungarn; gestorben 14. Mai 1972 in Georgetown, Washington, D.C.) war ein österreichischer Nationalökonom, Wirtschaftspolitiker und Diplomat.

## Leben
Richard Schüller war der Sohn des Textilfabrikanten Sigmund Schüller und der Erna Kohn. Er besuchte das deutsche Gymnasium in Brünn und studierte an der Universität Wien Nationalökonomie und Rechtswissenschaften und wurde 1892 promoviert. Er schrieb Artikel für die Wiener Allgemeine Zeitung und später für die Neue Revue. 1897 wurde er Sekretär des Niederösterreichischen Gewerbevereins und 1898 Beamter im Handelsministerium. Schüller habilitierte sich 1899 bei Carl Menger in Nationalökonomie, er zählt zur Wiener Schule der Nationalökonomie. Er trat durch zahlreiche wirtschaftswissenschaftliche und wirtschaftspolitische Publikationen hervor, er war Mitglied der Nationalökonomischen Gesellschaft (NOeG) und von 1930 bis 1937 Mitherausgeber der Zeitschrift für Nationalökonomie. Schüller wurde 1906 zum außerordentlichen Professor für Nationalökonomie ernannt, jedoch als Jude im akademischen Betrieb benachteiligt und erst 1930 zum Honorarprofessor ernannt. Am bekanntesten wurden seine Ausführungen über die Schaffung eines europäischen Wirtschaftsgebiets im Buch Der wirtschaftliche Zusammenbruch Österreich-Ungarns.
Schüller machte eine steile Beamtenkarriere. 1917 wurde er zum Sektionschef der handelspolitischen Sektion im Staatsamt für Äußeres ernannt, 1918 nahm er an den Friedensverhandlungen von Brest-Litowsk teil, nach Kriegsende avancierte er zum Berater der Regierungen der Ersten Republik, für die er sämtliche handelspolitischen Verhandlungen führte. Dies dann mit einem jährlich zu erneuernden Ministerbeschluss auch noch nach seiner Pensionierung 1932 und ab 1934 auch im Ständestaat, weil es, so Friedrich August von Hayek, niemanden gab, der ihn ersetzen konnte. Er erarbeitete mit dem deutschen Diplomaten Karl Ritter die Grundlagen für die 1930 verhandelte Deutsch-österreichische Zollunion, die dann auf Grund der Intervention Frankreichs und Großbritanniens nicht zustande kam. 1927 wurde Schüller Mitglied im Wirtschaftskomitee des Völkerbundes, ab 1932 hatte er den Rang eines a.o. Gesandten und bevollmächtigten Ministers der österreichischen Regierung beim Völkerbund mit Dienstsitz in Genf. Nach dem Anschluss Österreichs 1938 wurde Schüllers Dienstverhältnis von den Nationalsozialisten beendet, und er erhielt ein Ausreiseverbot.
Der bald siebzigjährige Schüller floh im Juli 1938 mit Hilfe seiner Tochter Susanne Piroli und des italienischen Arztes Giorgio Piroli zu Fuß über das 2900 m hohe Ferwalljoch bei Gurgl in den Ötztaler Alpen nach Italien. Als im faschistischen Italien die Rassegesetze erlassen wurden, floh er weiter nach Großbritannien und 1940 schließlich in die Vereinigten Staaten. Schüller war in London und New York in verschiedenen österreichischen Exilvereinigungen aktiv, unter anderem im Free Austrian Movement (FAM), im Military Committee for the Liberation of Austria, dem Austrian National Committee, dem Austrian Office und dem Austrian Institute. In New York arbeitete Schüller noch bis 1952 an der New School for Social Research. Die Provisorische Staatsregierung Renner versuchte 1945 Schüller als ihren diplomatischen Vertreter in den USA zu benennen, doch die US-amerikanische Regierung lehnte Schüller wegen seiner Tätigkeit im FAM ab.
Schüller war verheiratet mit Erna Rosenthal, sie hatten drei Töchter. Ilse Mintz (1902–1978) wurde nach der Emigration Ökonomin am National Bureau of Economic Research (NBER) und lehrte an der Columbia University, Susanne Piroli (1907–1995) wurde Historikerin und arbeitete zu den Borgia und Hilde Kurz (1910–1981) wurde Kunsthistorikerin und publizierte unter anderem mit ihrem Ehemann, dem Kunsthistoriker Otto Kurz.
Schüllers Namensvetter Richard Schüller (1910–1951) war vor 1934 und nach 1945 Funktionär der KPÖ in Österreich. Der Schriftenbestand in der Deutschen Nationalbibliothek ist, Stand 2019, unbereinigt.

## Auszeichnungen, Ehrungen (Auswahl)
- Franz-Joseph-Orden
- Ehrendoktorat Universität Wien, 1970
- Hayek-Medaille

## Schriften (Auswahl)

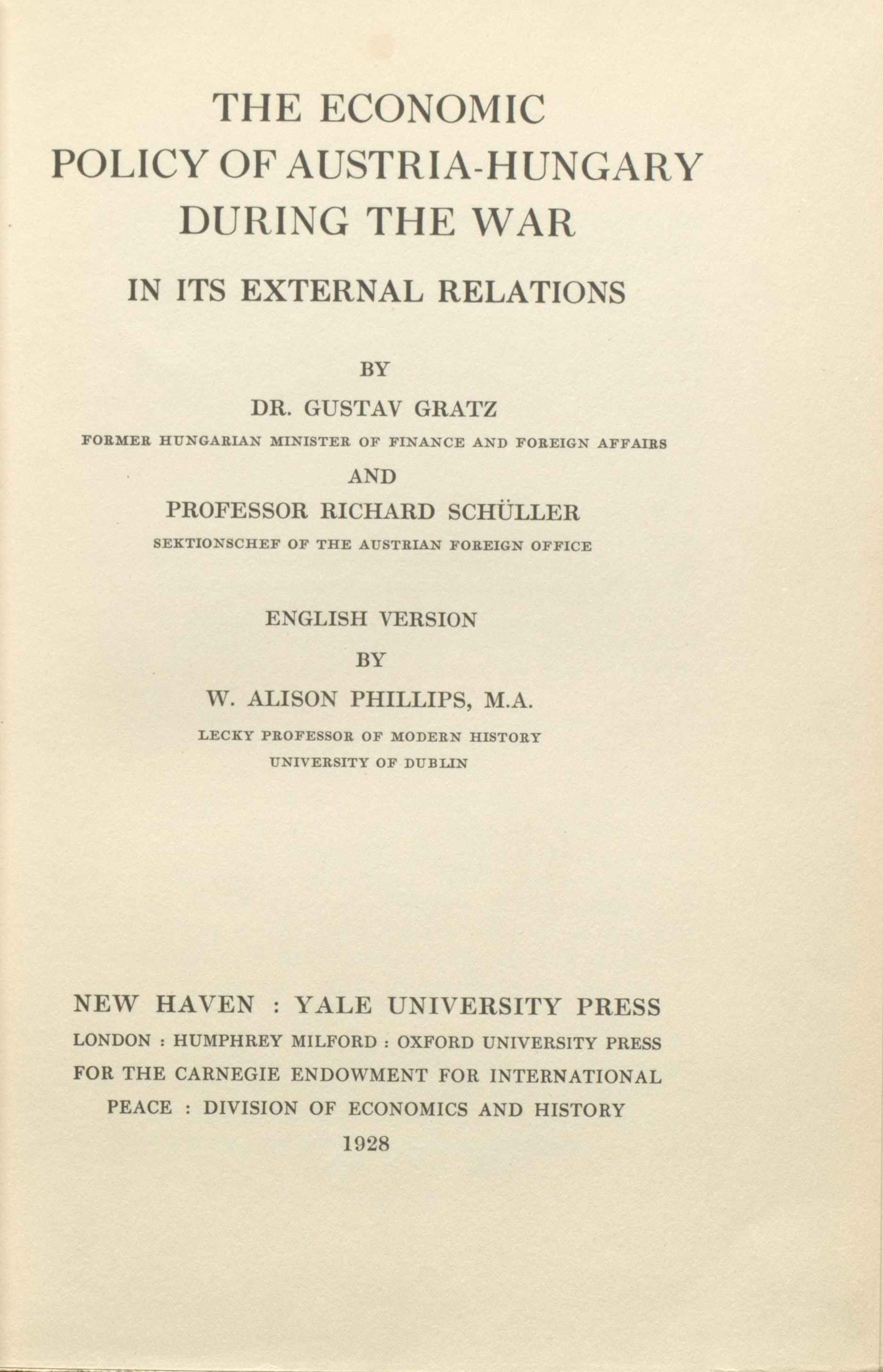
Englische Übersetzung 1928

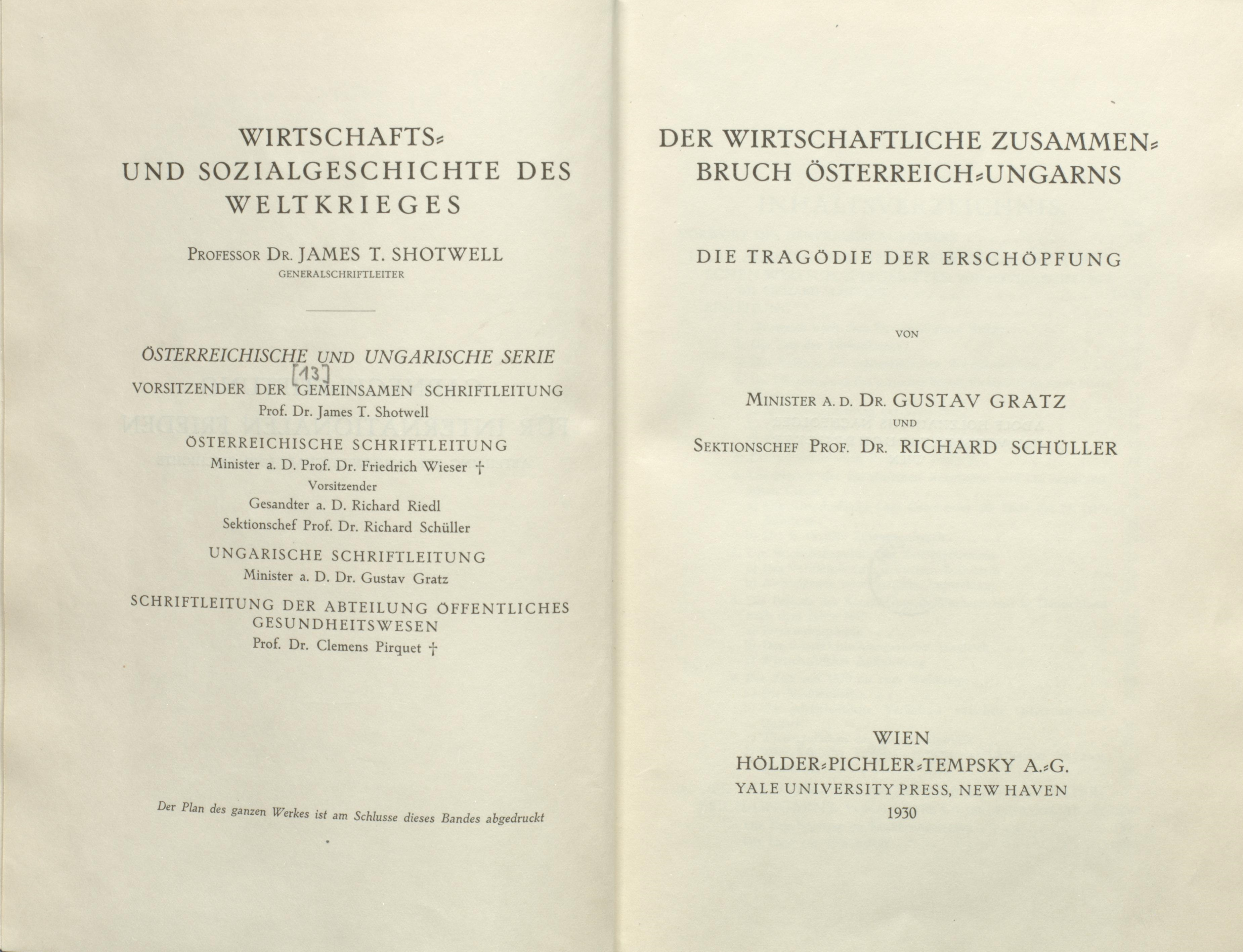
Der wirtschaftliche Zusammenbruch Österreich-Ungarns (1930)

- Die Klassische Nationalökonomie und ihre Gegner. Zur Geschichte der Nationalökonomie und Socialpolitik seit A. Smith. Berlin: Carl Heymanns, 1895
- Die Wirthschaftspolitik der historischen Schule. Berlin: Carl Heymanns, 1899 (Habilitationsschrift)
- Schutzzoll und Freihandel. Die Voraussetzungen und Grenzen ihrer Berechtigung. Wien: Tempsky, 1905
- mit Gusztáv Gratz: Die äussere Wirtschaftspolitik Österreich-Ungarns. Mitteleuropäische Pläne. Wien, 1925
- mit Gusztáv Gratz: Der wirtschaftliche Zusammenbruch Österreich-Ungarns: Die Tragödie der Erschöpfung. Wien: Hölder, 1930
- Jürgen Nautz (Hrsg.): Unterhändler des Vertrauens. Aus den nachgelassenen Schriften von Sektionschef Dr. Richard Schüller. Wien: Verlag für Geschichte und Politik, 1990